# Bond van Oranjeverenigingen
De Koninklijke Bond van Oranjeverenigingen is een samenwerkingsverband van Oranjeverenigingen die als belangrijkste doelstelling heeft het versterken van de band tussen het Nederlandse volk en het Oranjehuis. De bond tracht mensen te winnen voor het inzicht dat het Huis van Oranje-Nassau een belangrijke rol heeft, en moet houden, in de Nederlandse samenleving. De bond is vooral bedoeld als ondersteuning voor lokale Oranjeverenigingen. Waar gewenst - of mogelijk - helpt de Bond lokale verenigingen met het organiseren van manifestaties die het doel van de Bond dienen.
De Bond geeft vier keer per jaar een nieuwsbrief uit en aan het einde van het jaar een jaarboek. Jaarlijks wordt het Oranjecongres georganiseerd. De Bond houdt ook een informatiebureau in stand, waar mensen terechtkunnen met alle vragen die met Oranjeverenigingen en het Nederlands Koninklijk Huis verband houden.